# Mistral (L9013)
Tàu khu trục lớp Mistral là lớp tàu đổ bộ mang máy bay trực thăng, còn gọi là tàu sân bay trực thăng, do Pháp sản xuất. Chúng loại tàu đổ bộ tấn công mới của Hải quân Pháp, là loại tàu đổ bộ tấn công, chỉ huy và cơ động lực lượng chớp nhoáng. Chúng sẽ được dùng làm tàu chỉ huy, đổ bộ tấn công, hỗ trợ hậu cần, di tản nhân đạo, bệnh viện dã chiến và thực hiện các sứ mệnh tác chiến hải quân khác.
Tàu đổ bộ lớp Mistral (L9013) là sản phẩm do hai tập đoàn sản xuất vũ khí Thales và Chantiers de l'Atlantique hợp tác thiết kế chế tạo theo đơn đặt hàng của Hải quân Pháp. Tàu được đóng tại hai nhà máy Arsenal de Brest và Chantiers de Saint-Nazaire. L9013 là chiếc đầu tiên thuộc lớp Mistral chuyên dành cho mục đích đổ bộ. Đây là một trong 4 tàu chiến đại nhất của hải quân Pháp. Với chiều dài 199m, chiều rộng 32m và lượng giãn nước là 21.600 tấn, Mistral là chiến hạm lớn hai của Hải quân Pháp chỉ đứng sau tàu sân bay Charles de Gaule và là tàu đổ bộ lớn nhất trong các tàu cùng loại tại châu Âu hiện nay.

## Kết cấu các khoang của tàu
Tàu lớp Mistral có kết cấu khoang đáy khá lớn, được chia làm nhiều khoang, mỗi khoang chứa đều được lắp đặt 1 hoặc 2 thang máy phục vụ việc vận chuyển xe cơ giới và trực thăng. Khoang đầu tiên là boong phóng máy bay. Khoang này có một sân bay rộng khoảng 6.400 m2, được bố trí 6 vị trí cho 6 máy bay trực thăng có thể cất cánh cùng một lúc. Khoang chứa máy bay có thể chứa 16 máy bay trực thăng hạng nặng hoặc 35 máy bay trực thăng hạng nhẹ với các biến thể khác nhau như NH90, Tigre, Puma, Écureuil, Panther….Ngoài ra, tàu còn có khu vực bảo dưỡng và cầu trục.
Nếu được trang bị thêm một mô đun dốc nhảy trượt, dài 15 – 20m, Mistral có thể đảm nhiệm vai trò của một chiếc tàu sân bay hạng nhẹ, khi đó tàu có thể đáp ứng được việc bố trí triển khai các máy bay cất hạ cánh thẳng đứng hoặc đường băng ngắn kiểu Harrier và F – 35, tuy nhiên trên tàu không có sự bảo trì dành cho chúng.
Trên tàu được lắp đặt một hệ thống radar DRBN-38A Decca Bridgemaster E250 và một hệ thống quang học hỗ trợ cất, hạ cánh.
Tàu đổ bộ lớp Mistral có khoang chứa chuyên dụng với diện tích 2.650 m2, là nơi chở trang thiết bị phục vụ cho các chiến dịch của hải quân. Nó có thể chở một tiểu đoàn 40 xe tăng hạng nặng Leclerc, hoặc một thiết đội 13 xe tăng hạng nặng Leclerc và 46 xe các loại khác. Các tàu Mistral có thể vận chuyển tới 450 quân, với các chiến dịch ngắn hạn có thể tăng gấp đôi lên 900 quân.
Ở đuôi tàu được thiết kế với một cửa lớn, bên trong khoang đó có thể làm ngập nước trợ giúp hoạt động của tàu đổ bộ đệm khí. Khoang chứa này rộng 885 m2 có thể triển khai được 4 tàu đổ bộ thông thường loại CMT. Các tàu có thể mang 2 đổ bộ đệm khí loại LCAC, tính năng này là để tương thích với Thủy quân lục chiến Mỹ và Hải quân Hoàng gia Anh.
Khoang sinh hoạt gồm phòng ở, phòng hội họp dành cho sĩ quan chỉ huy cùng thủy thủ được bố trí ở phía trước tàu. Các khoang của thủy thủ đoàn có thể so sánh được với các khoang hành khách của các tàu du lịch về mức độ thoải mái.
Ngoài ra, trên tàu cũng được trang bị một cơ sở y tế tương đương với một bệnh viện dã chiến cấp sư đoàn hoặc quân đoàn, hoặc bệnh viện đa khoa của một thành phố 250.000 dân, đồng bộ cả nha khoa, chẩn đoán, chuyên gia phẫu thuật và các khả năng y tế, vệ sinh thực phẩm và các khả năng tâm lý học.
Một hệ thống điều khiển y học từ xa dựa trên vệ tinh Syracuse cho phép thực hiện các phẫu thuật chuyên ngành phức tạp.
Bệnh viện có diện tích 900 m2 cung cấp 20 phòng và 69 giường bệnh, trong đó 7 phòng để chăm sóc đặc biệt. Có hai phòng mổ với đầy đủ phòng chụp X quang và siêu âm số, và nó có thể được gắn với một máy quét CT điều khiển từ xa.
Ngoài ra còn có 50 giường bệnh được đặt trong khoang chứa máy bay trực thăng để tăng cường năng lực của bệnh viện trong trường hợp khẩn cấp.

## Trang bị vũ khí
Hệ thống phòng vệ của Mistral gồm hai tổ hợp tên lửa phòng không tầm ngắn MBDA Simbad dùng cho tên lửa Mistral. Tổ hợp này được tích hợp hệ thống ra đa dẫn đường hồng ngoại với tầm hoạt động hơn 6 km cung cấp khả năng phòng thủ trước máy bay và tên lửa hành trình đối hạm, hai tổ hợp pháo phòng không hải quân  Breda-Mauser 30mm được sử dụng tiêu diệt tàu tuần tiễu cỡ nhỏ, phòng không tầm ngắn, máy bay, trợ giúp tấn công các xe thiết giáp hỗ trợ cho lính thủy đổ bộ lên bờ biển và bốn súng máy M2-HB Browning 12,7mm.

## Khả năng tác chiến
Sức mạnh của Mistral trong tác chiến thủy lục phối hợp nằm ở khả năng đổ quân nhanh với số lượng lớn các xe chiến đấu hạng nặng trên các địa hình bờ biển phức tạp. Đồng thời, các máy bay trực thăng từ Mistral có thể đảm nhiệm những nhiệm vụ phức tạp ở khoảng cách xa hay những hoạt động quân sự nằm sâu trong đất liền. Khả năng tác chiến của Mistral được thể hiện ở hệ thống chỉ huy và thông tin liên lạc.

## Hệ thống chỉ huy và thông tin liên lạc
Mistral có thể dùng làm tàu chỉ huy và điều khiển với một trung tâm chỉ huy rộng 850 m2, có thể tiếp nhận 150 nhân viên công tác. Thông tin từ các thiết bị thu nhận của tàu được tập trung vào hệ thống SENIT (Hệ thống thông tin chiến thuật dùng cho Hải quân), một nhánh của Hệ thống dữ liệu chiến thuật hải quân (NTDS) của hải quân Mỹ.
Hệ thống SENIT 9 dùng trên tàu Mistral dựa trên radar 3 chiều đa chức năng MRR3D-NG của hãng Thales, hoạt động trên băng tần C và tích hợp các khả năng IFF (nhận dạng ta, địch). SENIT 9 cũng được liên kết với các định dạng trao đổi dữ liệu của NATO thông qua các thiết bị kết nối.
Trong chế độ giám sát bề mặt, MRR-3D NG có thể phát hiện các mục tiêu tầm thấp và trung bình ở các khoảng cách tới 140 km và các mục tiêu ở khoảng cách tới 180 km ở chế độ cảnh giới không gian 3 chiều tầm xa; trong chế độ tự vệ, nó có thể phát hiện và theo dõi mối đe dọa bất kỳ trong vòng bán kính 60 km.
Về thông tin liên lạc, tàu Mistral dùng hệ thống vệ tinh Thales Syracuse III, dựa trên các vệ tinh Syracuse 3-A và Syracuse 3-B của Pháp, chúng đảm bảo cung cấp 45% lượng thông tin liên lạc tần số siêu cao của NATO.

## Dẫn động
Sự ra đời của tàu đổ bộ lớp Mistral đã đánh dấu bước đột phá về mặt công nghệ trong chế tạo tàu chiến.  Mistral là tàu hỗ trợ đổ bộ đầu tiên của hải quân Pháp mà toàn bộ hệ thống trên tàu hoạt động hoàn toàn bằng điện và được trang bị 2 bộ dẫn động phương vị điện hình hạt đậu, có khả năng thích ứng với bất kỳ góc độ nào. Công nghệ dẫn động này tạo cho các tàu có khả năng linh hoạt đáng kể, cũng như giải phóng không gian thông thường dành cho máy móc và các trục cánh quạt (chân vịt).

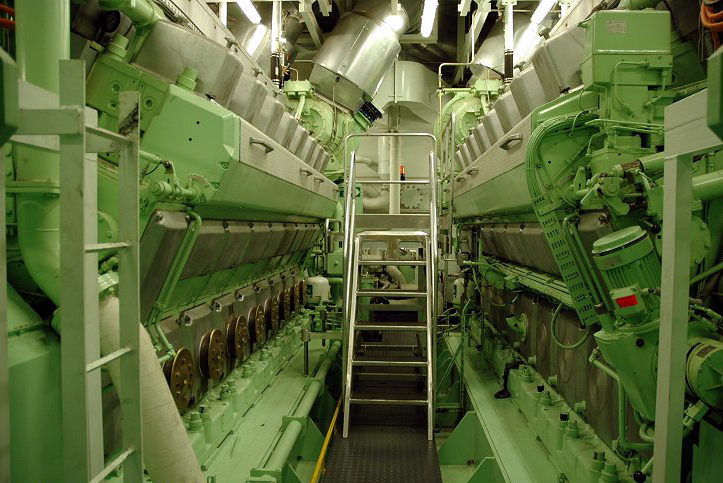
Hai trong số các máy phát điện 16 V32

Việc sử dụng các POD là một đột phá mới (thường được dùng trong chế tạo tàu chở khách và tàu thương mại), nhờ nó mà tàu Mistral với vận tốc khá khiêm tốn là 19 hải lý/h vẫn có thể di chuyển dễ dàng trong điều kiện sóng to, gió lớn.
Hệ thống máy phát điện gồm 3 máy 16V32 và một máy 18V200 chạy diesel cung cấp công suất 20.8 MW.

## Thủy thủ đoàn
Thủy thủ đoàn của tàu được biên chế 160 người. Một hành trình trên biển thực hiện nhiệm vụ kèm theo vận chuyển quân và trang bị điển hình mất khoảng 2 đến 3 tuần lễ. Tàu Mistral và Tonnerre mang đủ hàng hóa cho thủy thủ đoàn và 450 quân trong 45 ngày giữa các đợt tiếp tế. Tốc độ tối đa là 19 hải lý/giờ và tầm hoạt động là 11.000 km ở tốc độ 14 hải lý / giờ.

## Thông số kỹ thuật
- Chiều dài: 199m
- Chiều rộng: 32m
- Mớn nước: 6.2m
- Trọng tải tối đa: 21,300 tấn
- Tốc độ: 19 hải lý /giờ
- Máy phát điện: 3 máy phát chạy diesel 16 V32 (6,2 MW) + 1 máy phát phụ trợ chạy diesel 18V200 (3 MW)
- Động cơ đẩy: 2 động cơ điện (2 × 7 MW) dẫn động các chân vịt 2x5
- Phạm vi hoạt động: 10.800 km (5.800 hải lý) tại tốc độ 18 hải lý / giờ (33 km/h), 19.800 km (10.700 hải lý) tại 15 hải lý /giờ
- Chuyên chở phương tiện: 4 sà lan đổ quân CTM, 2 tàu đệm không khí (LCAC), 59 xe (bao gồm cả 13 xe tăng Leclerc) hoặc 1 tiểu đoàn 40 xe tăng Leclerc hạng nặng.
- Thủy thủ đoàn: 160
- Chở quân: 450 (có thể lên 900 trong thời gian ngắn)
- Hệ thống thu nhận và xử lý: Radar cảnh giới MRR3D-NG, radar dẫn đường DRBN-38A, 2 hệ thống điều khiển hỏa lực
- Hỏa lực: 2 tổ hợp tên lửa phòng không MBDASimbad, 2 tổ hợp pháo phòng không hải quân Breda-Mauser 30mm, 4 súng máy 12,7mm Browning M2-HB.
- Máy bay: 16 trực thăng hạng nặng hoặc 35 máy bay trực thăng hạng nhẹ.